# Посольство Арапова
Посольство Арапова — представительство губернатора Оренбурга генерал-поручика А. П. Лочинова в ставке Абылай-хана на реке Кылшакты (июнь — август 1764). Послом был переводчик Оренбургской канцелярии Матвей Арапов. Главной задачей посольства был сбор информации о внешнеполитическом курсе Абылая и установление военных и торговых отношений между Россией и Казахским ханством.

## Переговоры
Арапов поднял вопрос о российском протекторате, указав, что под протекторатом казахи находятся в «безопасности от неприятельствующих им народов» и имеют возможность торговли «на учреждённых особливо для них на границе торгах», а правители получают от России «ежегодное немалое жалованье». Абылай в ответ сказал, что, хотя его и склоняют на маньчжурскую сторону, он сохранит верность России.

## Отчёт
Отчёт Арапова представляет интерес как описание обстановки в Среднем жузе в этот период.
Арапов сделал вывод, что казахи Среднего жуза относятся к России дружественно, что и подтверждалось регулярной торговлей в Троицкой крепости. В отношении же цинов казахи «генерально склонности не имеют»; Арапов упомянул также «несносные притеснения» цинской администрации в городах Малой Бухарии.
Арапов обратил внимание на передвижение маньчжурских воинских соединений на границе со Средним жузом с целью «с Россиею неприятельствовать».